# Alfa-chemokiny

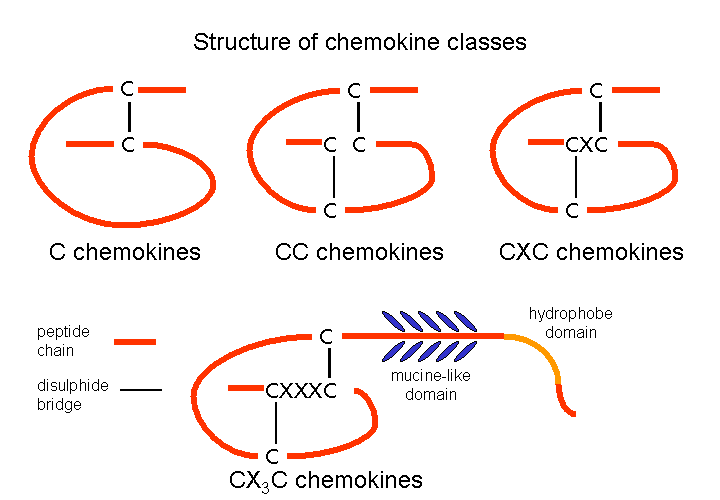
Struktura ogólna 4 klas chemokin

Alfa chemokiny (α-chemokiny, chemokiny CXC) – grupa chemokin, kodowanych w locus 4q12-21 chromosomu 4, stąd nazywanych również rodziną chemokin 4q. Jedynie SDF-1 kodowany jest na 10 chromosomie.
Dwie pierwsze z czterech konserwatywnych reszt cystein chemokin alfa przedzielone są pojedynczym aminokwasem, dlatego też powszechnie opisywane są jako chemokiny CXC (C – cysteina, X – dowolny aminokwas). W nowej nomenklaturze grupa opisywana jest jako rodzina cytokin SCYB.
W obrębie chemokin CXC wydzielono dwie podgrupy w oparciu o obecność konserwatywnej sekwencji trzech aminokwasów Glu-Leu-Arg (motyw ELR), zlokalizowanej między N-końcem a pierwszą konserwatywną cysteiną. Fragment ten powoduje powstanie hydrofobowej kieszeni, która jest odpowiedzialna za interakcję z receptorami CXCR1 i CXCR2 na neutrofilach. Dlatego chemokiny posiadające sekwencję ELR są silnymi chemoatraktantami neutrofili, podczas gdy chemokiny bez motywu ELR zostały opisane jak chemoatraktanty i aktywatory monocytów, komórek dendrytycznych, limfocytów (T, B, NK) oraz bazofili i eozynofili.

Przeczytaj ostrzeżenie dotyczące informacji medycznych i pokrewnych zamieszczonych w Wikipedii.